# 東京修繕車両所
東京修繕車両所（とうきょうしゅうぜんしゃりょうしょ）は、東京都品川区八潮にある東海旅客鉄道（JR東海）新幹線鉄道事業本部管轄の車両基地であり、修繕業務及び構内操縦業務・ATCの特性検査を行っている。
品川駅より数キロ南東に位置し、品川駅（旧品川信号所）とは回送線でつながっている。同じ敷地内に事業所を持つ東京仕業検査車両所・東京交番検査車両所とともに大井車両所とも呼ばれ、さらに大井保線所、大井電力所、大井信号通信所とともに新幹線大井基地とも呼ばれる。

## 歴史
- 2009年（平成21年）7月1日：車両所組織改編に伴い分割・分離し東京第二車両所から名称変更。

## 設備
2009年（平成21年）7月1日、車両所組織再編により設備管理部署が東京仕業検査車両所となる。
- 敷地面積 : 379,000m2（大井基地全体）
- 現業事務所（大井基地総合事務所棟、東京第一運輸所大井派出棟）
- 列車扱所（大井基地総合事務所）
- 検修倉庫
- 外託関係詰所
- 検修線（検修庫） : 12線
- 着発線 : 38線
- 組替線 : 3線
- 臨修線（臨修庫） : 1線
- 引上線 : 1線
- 事業用線（事業用庫） : 1線
- 事業用留置線 : 1線
- 研削線 : 1線